# NGC 35
NGC 35 је спирална галаксија у сазвежђу Кит која се налази на NGC листи објеката дубоког неба.
Деклинација објекта је - 12° 1' 14" а ректасцензија 0h 11m 10,4s. Привидна величина (магнитуда) објекта NGC 35 износи 14,2 а фотографска магнитуда 15,0. NGC 35 је још познат и под ознакама MCG -2-1-33, NPM1G -12.0011, IRAS 00086-1217, PGC 784.